# Český metrologický institut
Český metrologický institut (zkráceně ČMI) je institut, který zajišťuje služby v oblasti metrologie na území České republiky. Je příspěvkovou organizací zřízenou Ministerstvem průmyslu a obchodu České republiky, kterým je řízen; jde tedy o státní instituci. 
Sídlem ČMI je Brno. Pod ČMI spadají jednotlivé oblastní inspektoráty, které jsou v Praze, Českých Budějovicích, Plzni, Liberci, Mostu, Pardubicích, Brně, Jihlavě, Kroměříži, Opavě, a Olomouci. Mimo to pod něj spadá ještě Inspektorát pro ionizující záření v Praze, TESTCOM (Certifikační orgán ČMI pro certifikaci výrobků) v Praze a Laboratoře primární metrologie v Praze.

## Historie
Roku 1918 vznikl Československý ústřední inspektorát pro službu cejchovní (v Praze), který měl podřízené inspektoráty a cejchovní úřady. Roku 1968 vznikl Československý metrologický ústav (ČSMÚ) se sídlem v Bratislavě. Pod ním roku 1991 vzniká Státní metrologický inspektorát (SMI) se sídlem v Brně. Ten se přemněnil roku 1993 na Český metrologický institut a ze zbylé části ČSMÚ vznikl Slovenský metrologický ústav (SMÚ).

## Činnost ČMI

### V oblasti primární-fundamentální metrologie
Vědecká metrologie zahrnuje organizaci a vývoj etalonů a jejich uchovávání na nejvyšší úrovni.
- zabezpečuje budování, uchovávaní a zdokonalování státních etalonů a jejich mezinárodní porovnávání a návaznost, také tvoří metodiky pro přenos hodnot jednotek na sekundární etalony
- provádí vědeckou, vývojovou a výzkumnou činnost v oblasti metrologie
- zabezpečuje delegáty na mezinárodní metrologickou spolupráci
- zabezpečuje přenos (metrologickou návaznost) na etalony nižších řádů

### V oblasti legální metrologie
Oblast legální metrologie zajišťuje přesnost měření tam, kde měřidla mají vliv na průhlednost ekonomických transakcí, zdraví a bezpečnost osob, životní prostředí a jiné obecné zájmy.
- zabezpečuje státní metrologické kontroly měřidel, schvalování typu a ověřování měřidel
- řídí tvorbu certifikovaných referenčních materiálů
- provádí státní metrologický dozor, vydává opatření obecné povahy podle zákona 505/1990 Sb. o metrologii
- zpracovává návrhy Výměrů o stanovených měřidlech
- posuzuje způsobilost žadatelů o autorizaci k ověřování měřidla k úřednímu měření
- registruje výrobce a opravny měřidel a organizace provádějící montáž měřidel

### V neregulované oblasti
V průmyslové metrologii zajišťuje náležité fungování měřidel používaných v průmyslu a ve výrobních a zkušebních procesech.
- provádí kalibraci měřidel
- provádí školení pracovníků metrologie a vystavuje osvědčení o odborné způsobilosti
- poskytuje metrologické expertízy a konzultace pro metrologická pracoviště
- zabezpečuje systém vědeckotechnických informací v oblasti metrologie